# Bouda prince Jindřicha
Bouda prince Jindřicha (německy Prinz Heinrich Baude, polsky Schronisko Księcia Henryka) byla horská bouda v Krkonoších, pojmenovaná podle prince Jindřicha Pruského. Byla postavena roku 1889, vyhořela roku 1946.

## Poloha
Bouda se nacházela na slezské straně Krkonoš nad jezerem Grosser Teich (Wielki Staw, Velký rybník) v nadmořské výšce 1415 m. Kolem jejích pozůstatků vede červeně značená hřebenová turistická trasa ze Sněžky na Špindlerovu boudu.

## Historie
Bouda byla postavena se zaměřením na náročnou klientelu roku 1889. U příležitosti desátého výročí byla roku 1899 na průčelí odhalena busta prince Jindřicha. Budova byla dvoupatrová s prosklenou verandou, z které byl výhled na jezero Wielki Staw. V zimní sezóně zde byla oblíbená jízda na saních do Karpacze a do Miłkowa. Bouda vyhořela v roce 1946. Busta prince Jindřicha byla nalezena bez hlavy potápěči v roce 2002 ve vodách jezera Wielki Staw.

## Současnost
Po boudě zbyla plošina se zbytky základů.

## Fotogalerie

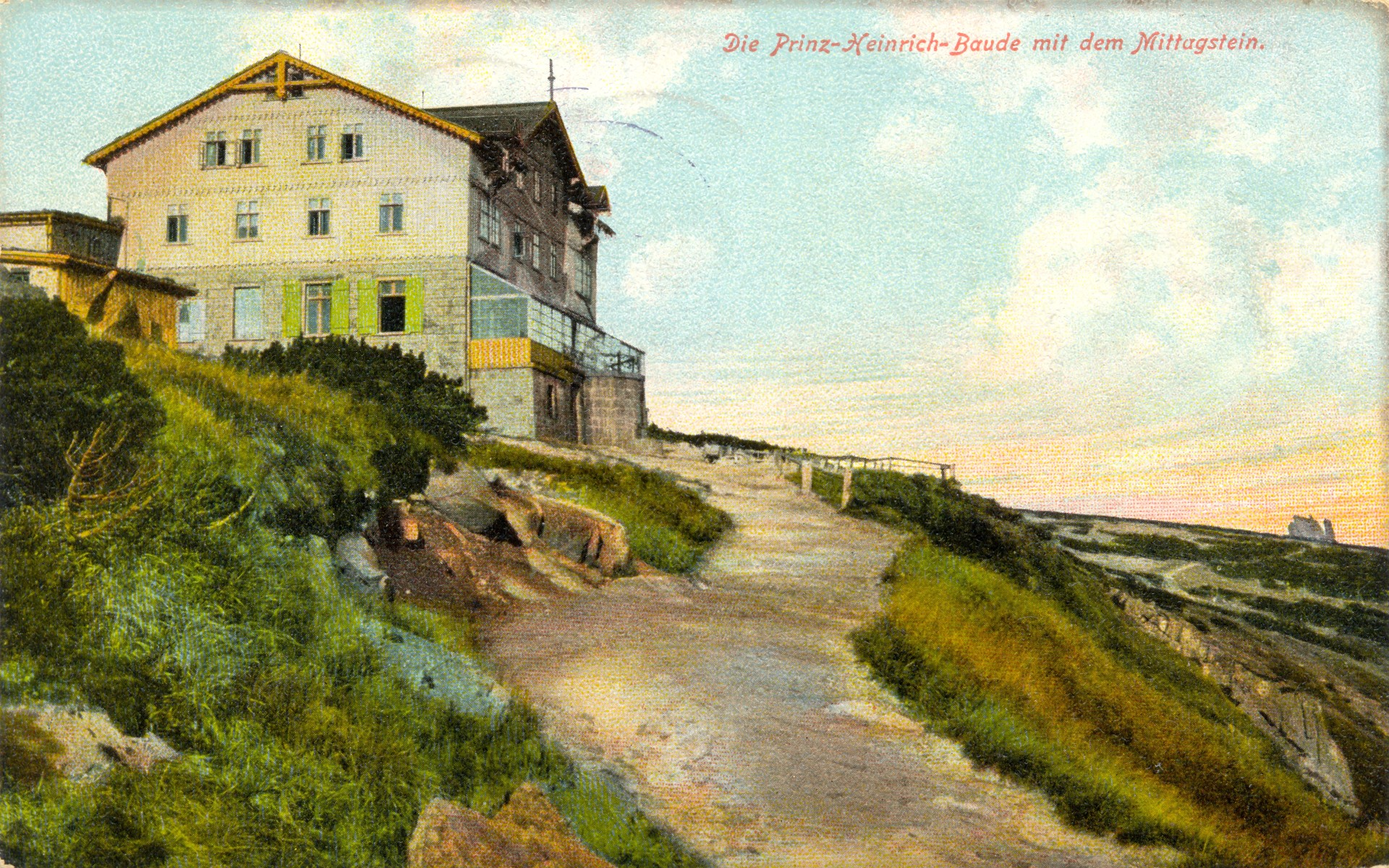
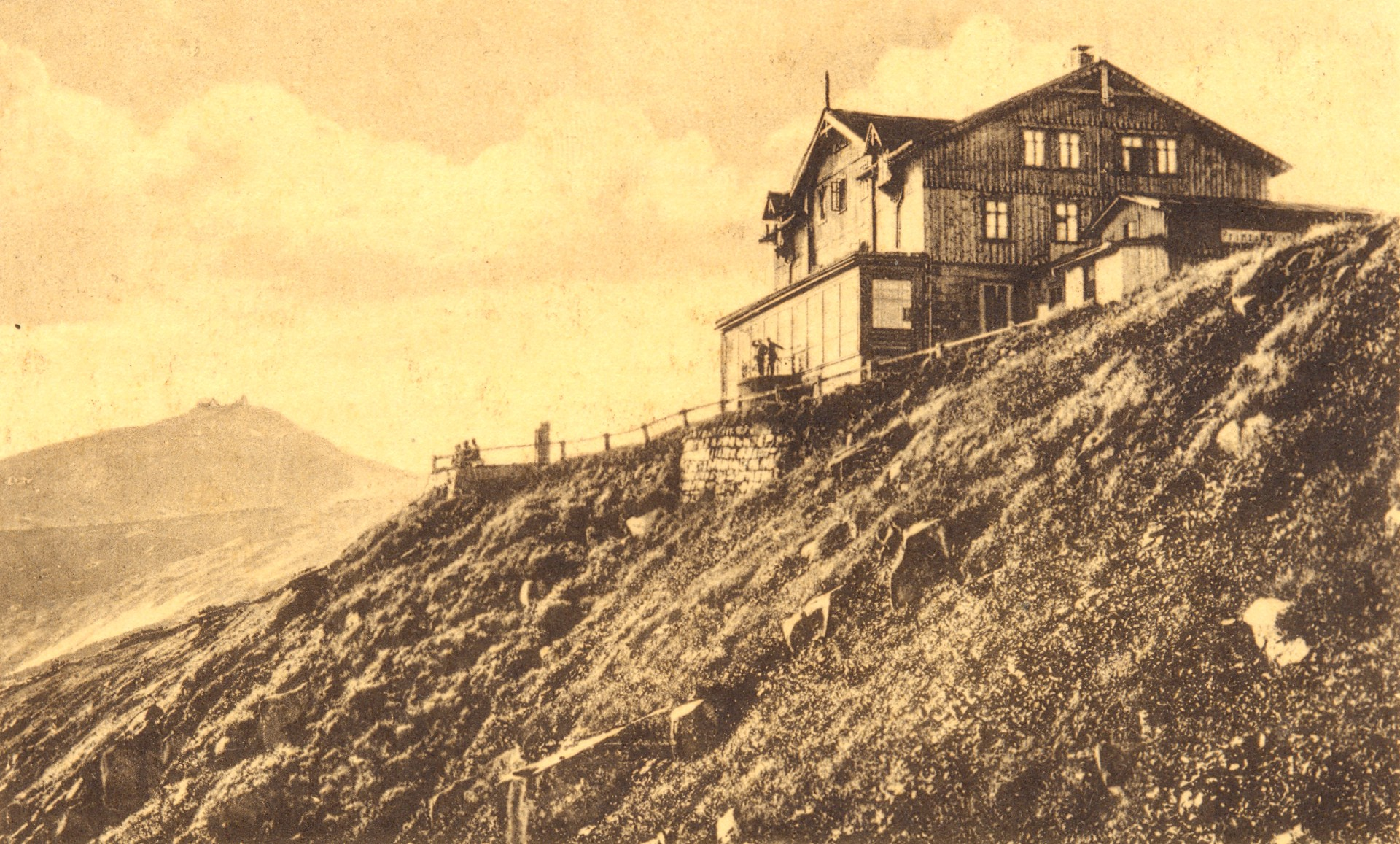
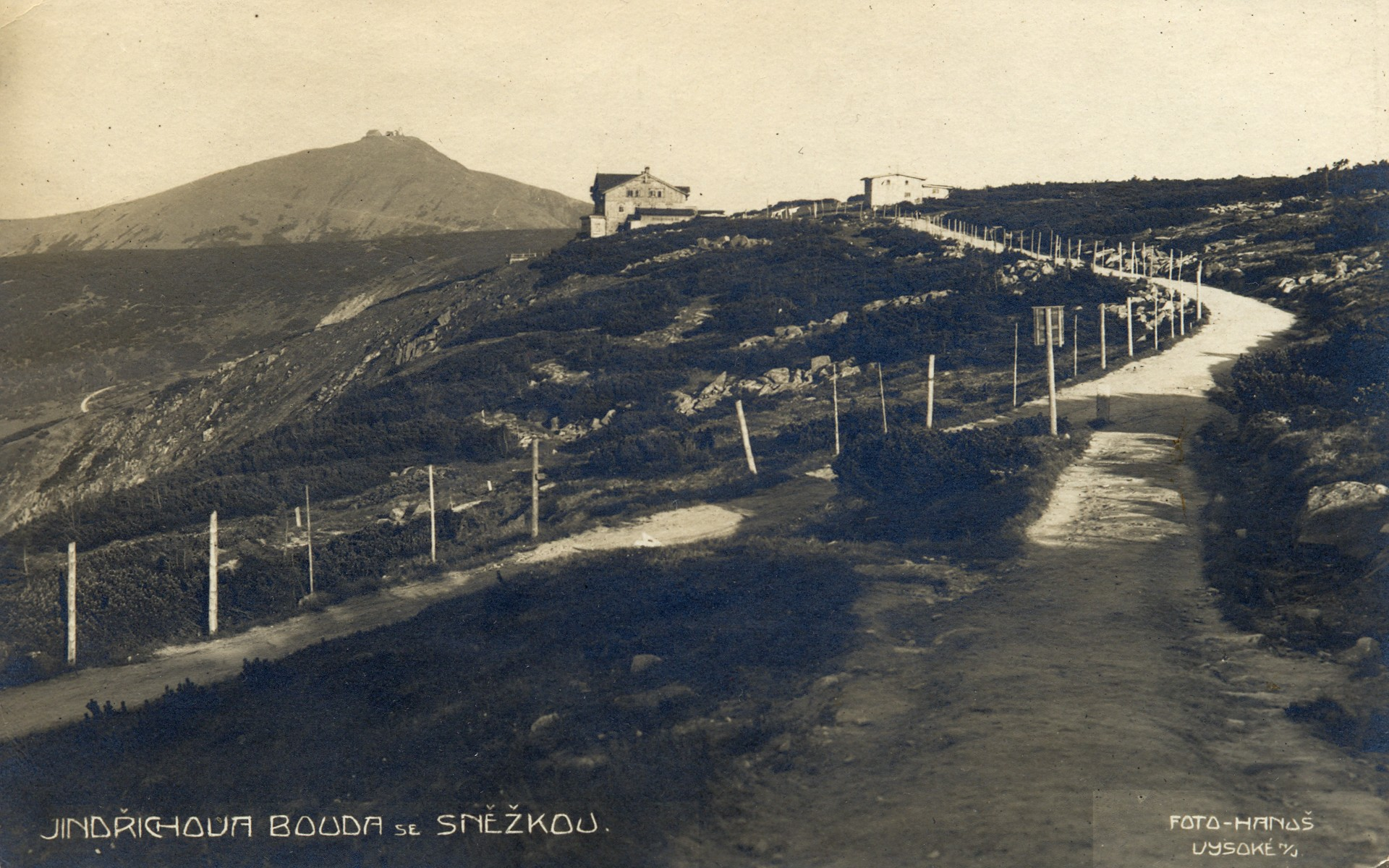